# International PostGenetics Society
Az International PostGenetics Society (IPGS, magyarul Nemzetközi PosztGenetikai Társaság) egy 2005-ben alakult interdiszciplináris szervezet, amely a nemkódoló DNS új szemléletén, a FraktoGén elméleten alapul, ami szerint a nemkódoló szekvenciák a fraktálelmélet felhasználásával elemezhetőek. Az alapítók szerint ez a felismerés a genetika „posztmodern” korszakának kezdetét jelenti, innen a PosztGenetika elnevezés.
Az IPGS alapítóinak száma 62, tagsága mintegy 35 országból. „Európai Alakuló Kongresszusát” Budapesten, 2006. október 12-én tartotta. Ezzel az első olyan szervezetté vált, amely formálisan felmondta a "Junk DNA" (hulladék DNS) kifejezés tudományos érvényességét. Magyarországon fő képviselői Pellionisz András és Falus András.